# Bo Rein
Robert Edward "Bo" Rein (20 de julio de 1945 - 10 de enero de 1980) fue un jugador estadounidense de fútbol americano, béisbol y entrenador de fútbol americano. Fue atleta de dos deportes en la Universidad Estatal de Ohio y se desempeñó como entrenador en jefe de fútbol en la Universidad Estatal de Carolina del Norte de 1976 a 1979, logrando un récord de 27-18-1. Después de la temporada de 1979, Rein había asumido el cargo de entrenador en jefe en la Universidad Estatal de Luisiana, pero murió en un accidente aéreo en enero de 1980 antes de poder dirigir un partido para los Tigers. Rein es el homónimo de los premios a los jugadores de fútbol en el Estado de Ohio y el Estado de Carolina del Norte.

## Muerte
Después de la temporada de 1979, Rein fue contratado fuera de NC State por la Universidad Estatal de Luisiana. En enero de 1980, Rein realizó un viaje de reclutamiento a Shreveport, Luisiana. En su viaje de regreso el 10 de enero de 1980 a Baton Rouge, Luisiana, su avión privado se estrelló y no dejó supervivientes. Rein, que fue contratado a finales de noviembre de 1979, llevaba menos de dos meses como entrenador en jefe.
Rein y el experimentado piloto Louis Benscotter partieron de Shreveport en un avión Cessna 441. Se planeó que el vuelo fuera un viaje de 40 minutos, pero cuando Benscotter se desvió hacia el este para evitar una tormenta, el control de tráfico aéreo perdió contacto con él. El avión ascendió a 40 000 pies (12 000 m) y siguió dirigiéndose hacia el este. Después de ser rastreado por el radar, el avión fue finalmente interceptado por un avión de combate Convair F-106 Delta Dart de la Guardia Nacional Aérea sobre Carolina del Norte, mil millas (1600 km) desviado de su rumbo y a una altitud de 41 600 pies (12 700 m), 6600 pies (2000 m) más alto que su techo máximo certificado. Los pilotos militares no pudieron ver a nadie en la cabina y el avión continuó sobrevolando el océano Atlántico, donde se estrelló tras quedarse sin combustible. Un equipo de la Guardia Costera de EE. UU. vio algunos escombros, pero nunca se recuperó ninguno. Los cuerpos de Rein y Benscotter nunca han sido encontrados.
La causa del accidente no está determinada, pero lo más probable es que se deba a la despresurización de la cabina, que provocó hipoxia, falta de oxígeno, lo que provocó que los ocupantes perdieran el conocimiento, un caso de accidente de aviación que se conoce como "vuelo fantasma" como en el accidente del Learjet en Dakota del Sur de 1999.
En 1982, la viuda de Rein, Suzanne Kay, llegó a un acuerdo extrajudicial por una cantidad no revelada después de presentar una demanda por daños por valor de 10 millones de dólares contra varios acusados, entre ellos Cessna Aircraft Company, Cruse Aviation Inc., que dio servicio al avión y a Nichols Construction Corporation, propietaria.